# The Soup Dragons
The Soup Dragons war eine britische Indie-Rock-Band, die 1990 mit der Single I’m Free ihren größten Hit hatte.

## Biografie
Zur ursprünglichen Besetzung der Band, die sich 1985 im schottischen Bellshill formierte, gehörten neben dem Initiator Sean Dickson (Gesang, Gitarre) auch Jim McCullough (Gitarre), Sushil K. Dade (E-Bass) und Ross Sinclair (Schlagzeug). Die Debütsingle Hang-Ten! erschien 1986 und ist stilistisch eine Mischung aus Punk und Pop. Mit Can’t Take No More und Soft as Your Face hatte die Gruppe 1987 die ersten kleinen Hits in den englischen Charts. Auch das zugehörige Album This Is Our Art platzierte sich im Mai 1988 kurzzeitig in der Hitparade des Vereinigten Königreichs. 1989 verließ Sinclair The Soup Dragons und wurde durch Paul Quinn ersetzt.
Großer Erfolg stellte sich erstmals mit dem 1990er Longplayer Lovegod ein, der sich genau zwei Jahre nach dem Debütalbum in den UK-Charts platzieren konnte, wo er sich 15 Wochen hielt und Platz 7 erklomm. Mit der Coverversion des Rolling-Stones-Liedes I’m Free setzte sich im Sommer des Jahres der Erfolg fort. Das Lied, das erst auf einer überarbeiteten Version des Albums Lovegod zu finden ist, ist ein Feature mit Junior Reid und kletterte bis auf Platz 5 der UK-Single-Charts. Mit Mother Universe schaffte eine weitere Auskopplung den Einstieg in die englische Hitparade.
Mit dem dritten Studioalbum Hotwired und der ausgekoppelten Single Divine Thing ließ der Erfolg der Band spürbar nach. In den UK-Charts reichte es nur noch für kurzzeitigen Aufenthalt auf unteren Plätzen. Im Dezember 1992 gelang mit Pleasure der Sprung in die US-Charts, allerdings auch hier nur auf untere Positionen. McCullough, Dade und Quinn verließen die Band 1993. Erst 1995 gab das einzig verbliebene Mitglied Sean Dickson das Ende der Soup Dragons bekannt.

## Mitglieder
- Sean Dickson – Gesang, Gitarre (1985–95)
- Jim McCullough – Gitarre (1985–93)
- Sushil K. Dade – Bass (1985–93)
- Ross Sinclair – Schlagzeug (1985–89)
- Paul Quinn – Schlagzeug (1989–93)

## Diskografie

### Studioalben
| Jahr | Titel           | Höchstplatzierung, Gesamtwochen, AuszeichnungChartplatzierungen (Jahr, Titel, Platzierungen, Wochen, Auszeichnungen, Anmerkungen) | Höchstplatzierung, Gesamtwochen, AuszeichnungChartplatzierungen (Jahr, Titel, Platzierungen, Wochen, Auszeichnungen, Anmerkungen) | Höchstplatzierung, Gesamtwochen, AuszeichnungChartplatzierungen (Jahr, Titel, Platzierungen, Wochen, Auszeichnungen, Anmerkungen) | Anmerkungen                                                                 |
| Jahr | Titel           | AT | UK | US | Anmerkungen                                                                 |
| ---- | --------------- | --- | --- | --- | --------------------------------------------------------------------------- |
| 1988 | This Is Our Art | — | UK60 (1 Wo.)UK | — | Erstveröffentlichung: April 1988 Produzenten: Julian Standen, Pete Brown    |
| 1990 | Lovegod         | — | UK7 Silber · (15 Wo.)UK | US88 (29 Wo.)US | Erstveröffentlichung: April 1990 Produzenten: George Shilling, Sean Dickson |
| 1992 | Hotwired        | — | UK74 (1 Wo.)UK | US97 (22 Wo.)US | Erstveröffentlichung: Mai 1992 Produzenten: Marius de Vries, Sean Dickson   |
| 1994 | Hydrophonic     | — | — | — | Erstveröffentlichung: 1994                                                  |

### Kompilationen
- 1987: Full Meal
- 1987: Hang-Ten!
- 2012: 20 Golden Greats

### EPs
- 1986: The Sun Is in the Sky EP
- 1987: Can’t Take No More – Live EP
- 1987: Soft as Your Face EP
- 1988: 4 Track Live E. P.

### Singles
| Jahr | Titel Album                             | Höchstplatzierung, Gesamtwochen, AuszeichnungChartplatzierungen (Jahr, Titel, Album, Platzierungen, Wochen, Auszeichnungen, Anmerkungen) | Höchstplatzierung, Gesamtwochen, AuszeichnungChartplatzierungen (Jahr, Titel, Album, Platzierungen, Wochen, Auszeichnungen, Anmerkungen) | Höchstplatzierung, Gesamtwochen, AuszeichnungChartplatzierungen (Jahr, Titel, Album, Platzierungen, Wochen, Auszeichnungen, Anmerkungen) | Anmerkungen |
| Jahr | Titel Album                             | AT | UK | US | Anmerkungen |
| ---- | --------------------------------------- | --- | --- | --- | --- |
| 1987 | Head Gone Astray Hang-Ten!              | — | UK82 (3 Wo.)UK | — | Erstveröffentlichung: Januar 1987 Autor: Sean Dickson, Produzent: Pat Collier                                     |
| 1987 | Can’t Take No More Soft as Your Face EP | — | UK65 (2 Wo.)UK | — | Erstveröffentlichung: Juni 1987 Autor: Sean Dickson, Produzent: Pete Brown                                        |
| 1987 | Soft as Your Face This Is Our Art       | — | UK66 (3 Wo.)UK | — | Erstveröffentlichung: August 1987 Autoren: Jane Wiedlin, Sean Dickson, Terry Hall                                 |
| 1988 | The Majestic Head? This Is Our Art      | — | UK77 (2 Wo.)UK | — | Erstveröffentlichung: März 1988 Autor: Sean Dickson, Produzent: Julian Standen                                    |
| 1988 | Kingdom Chairs This Is Our Art          | — | UK82 (1 Wo.)UK | — | Erstveröffentlichung: August 1988 Autor: Sean Dickson, Produzent: Julian Standen                                  |
| 1990 | Mother Universe Lovegod                 | — | UK26 (10 Wo.)UK | — | Erstveröffentlichung: März 1990 Autor: Sean Dickson Produzenten: De Vries, S. Dickson, Steve Sidelnyk             |
| 1990 | I’m Free Lovegod (Reissue)              | AT26 (5 Wo.)AT | UK5 (12 Wo.)UK | US79 (5 Wo.)US | Erstveröffentlichung: 2. Juli 1990 feat. Junior Reid, Autoren: Jagger-Richards Original: The Rolling Stones, 1965 |
| 1992 | Divine Thing Hotwired                   | — | UK53 (3 Wo.)UK | US35 (16 Wo.)US | Erstveröffentlichung: 30. März 1992 Autor: Sean Dickson, aufgenommen in London                                    |
| 1992 | Pleasure Hotwired                       | — | — | US69 (8 Wo.)US | Erstveröffentlichung: November 1992 Autor: Sean Dickson Produzenten: Sean Dickson, Marius De Vries                |

Weitere Singles
- 1985: If You Were the Only Girl in the World Would You Take Me? (Flexi)
- 1986: Whole Wide World
- 1986: Hang-Ten!
- 1989: Backwards Dog
- 1989: Kiss the Gun
- 1989: Crotch Deep Trash
- 1991: Electric Blues
- 1992: Running Wild
- 1994: One Way Street